# Kaokana-Peulh
Kaokana-Peulh est une ville du département de Zimtenga, dans la province de Bam, dans le Centre-Nord, au Burkina Faso. En 2006, la ville comptait 120 habitants dont 52,5% de femmes.